# Mitralieră
O mitralieră este o armă de foc de calibru mic, fixă sau portabilă, concepută pentru a executa foc în succesiune rapidă, o perioadă mai lungă decât în cazul puștilor de asalt sau puștilor automate, de regulă cu o cadență de câteva sute de gloanțe pe minut. Succesiunea încărcării, a dării focului și a extragerii tuburilor goale de cartușe este automatizată. Alimentarea cu cartușe se face cu benzi, stocate eventual într-o magazie de muniții. Mitraliera de infanterie dispune, de obicei, și de un afet cu trei picioare (trepied), iar cea de aviație este montată pe un afet fix.

## Istoria mitralierei
Armele de foc au apărut pe câmpul de luptă ca rezultat al căutării constante și persistente a unor modalități de a crește densitatea de foc împotriva inamicului. Una dintre aceste modalități de a crește rata de foc a fost crearea unor arme cu foc continuu. 
Încă din secolul al XVI-lea, au existat încercări de a crea astfel de arme. În 1718, avocatul londonez James Puckle a patentat noua sa invenție, "Puckle Gun," care era un pistol pus pe un trepied și echipat cu un tambur. Rata de tragere comparativ cu o armă convențională era de două ori mai mare, dar arma era și este foarte dificil de utilizat, deoarece necesită mai mulți oameni care s-o opereze. Necesita o lungă perioadă de reîncărcare și nu a fost luată în calcul pentru folosirea sa într-un război.  

Diferite tipuri de mitraliere
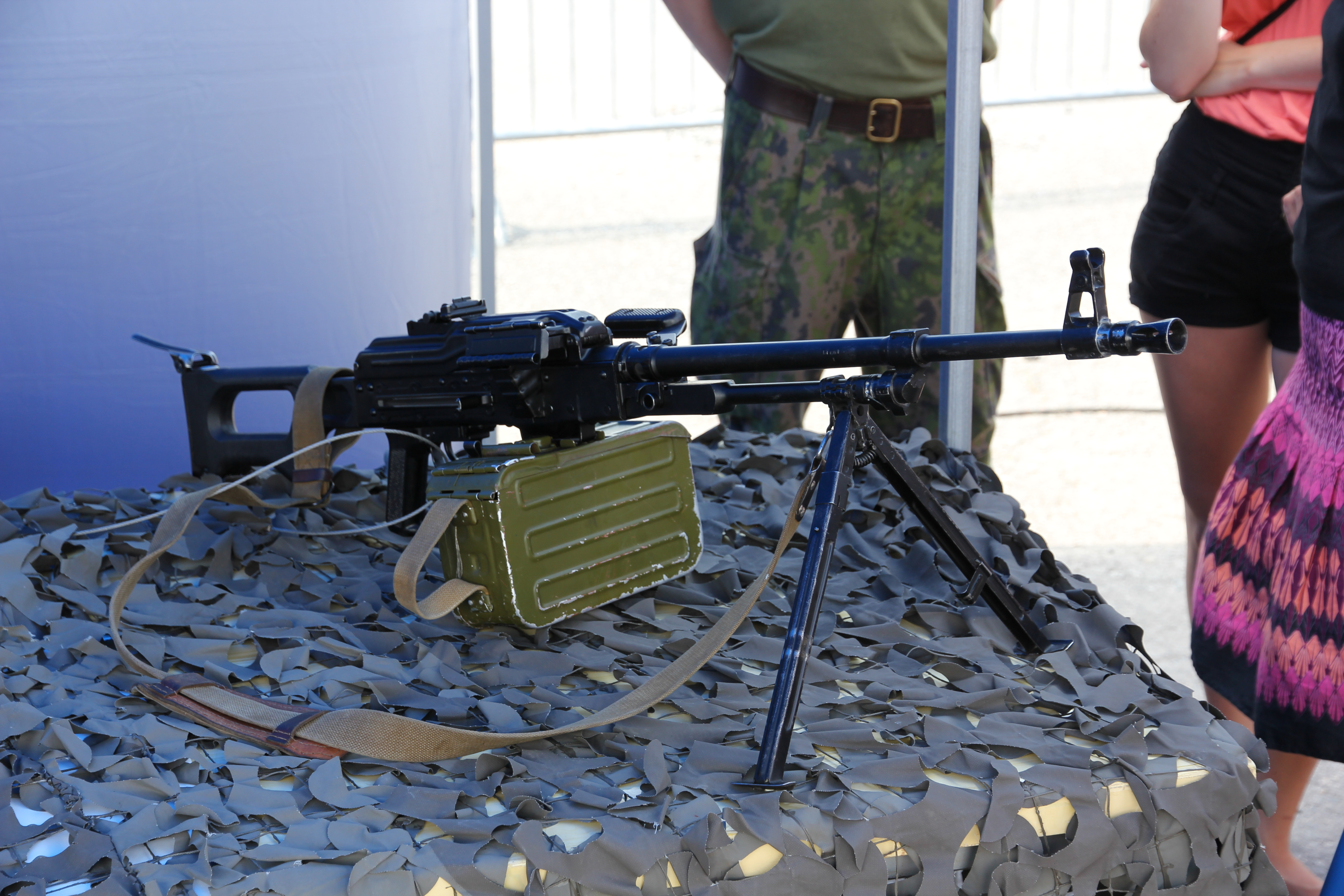
Mitralieră PKM (ușoară, de infanterie), calibru 7,62x54 mm.
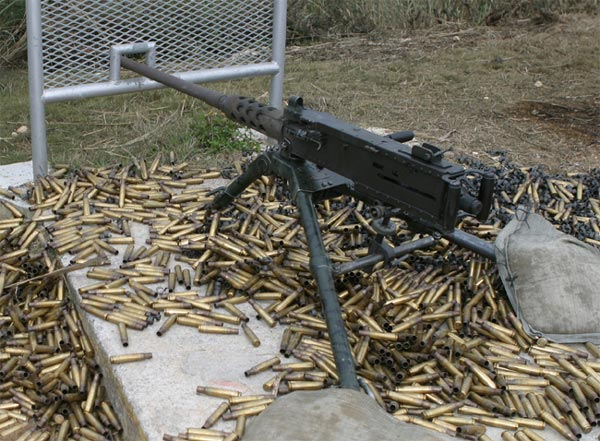
Mitralieră M2, calibru .50 (12,7x99 mm).
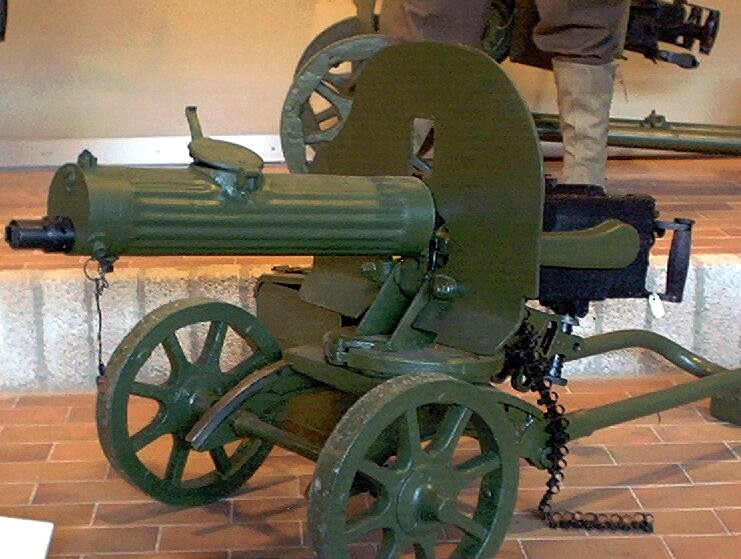
Mitralieră Maxim (în poză varianta Maxim M1910), una dintre primele tipuri.
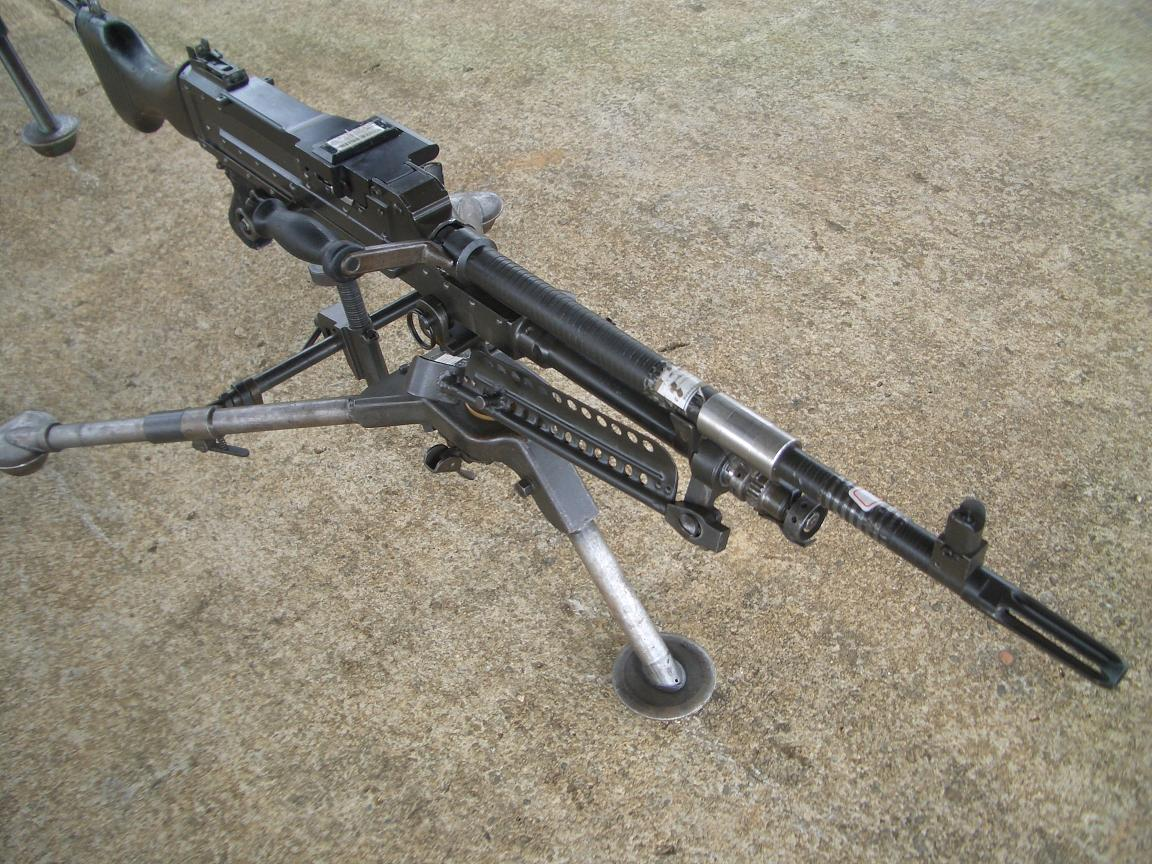
Mitralieră FN MAG (Type 74), cartuş calibru 7,62x51 mm.

## Legături externe
- Istoria mitralierei[nefuncțională]